# Briareum grandiflorum
Briareum grandiflorum är en korallart som beskrevs av Karl Möbius 1874. Briareum grandiflorum ingår i släktet Briareum och familjen Briareidae. Inga underarter finns listade i Catalogue of Life.